# Tricimba walkerae
Tricimba walkerae är en tvåvingeart som beskrevs av Spencer 1977. Tricimba walkerae ingår i släktet Tricimba och familjen fritflugor. Inga underarter finns listade i Catalogue of Life.